# Kim Lammers
Kim Lammers (n. 21 aprilie 1981, Amsterdam, Țările de Jos) este o jucătoare de hochei pe iarbă ce a reprezentat Regatul Țărilor de Jos, medaliată olimpică. A participat la o ediție a Jocurilor Olimpice (2012) în care a câștigat o medalie de aur.

## Participări
Lista de mai jos prezintă principalele competiții la care a participat Kim Lammers de-a lungul carierei.
- field hockey at the 2012 Summer Olympics – women's tournament[*]